# Oroles
Oroles ist der Name eines dakischen oder getischen Königs, der im frühen 2. Jahrhundert v. Chr. regiert haben soll.
Oroles ist nur aus einer einzigen Quelle bekannt, die weder aus dem dakischen Umfeld noch von einem Zeitgenossen stammt. Es handelt sich um das um die Zeitenwende entstandene Geschichtswerk des Pompeius Trogus (Historiae Philippicae), das nur in einer späteren Zusammenfassung des Marcus Iunianus Iustinus aus dem 2. oder 3. Jahrhundert n. Chr. erhalten ist.
In der Kurzfassung Iustins heißt es zunächst, dass die Daker vom Volksstamm der Geten abstammen. Anschließend schildert er, wie „sie unter ihrem König Oroles“ gegen das Nachbarvolk der Bastarnen kämpften. Aus dieser Überleitung wurde in der Regel geschlussfolgert, dass hier von den Dakern die Rede ist und Oroles einer der frühesten bezeugten Herrscher dieses Volkes war. Allerdings wurde auch die Theorie vorgebracht, dass Iustin an dieser Stelle die Nennung der Geten wieder aufgreift und Oroles in Wirklichkeit König dieses Volkes gewesen sei. Konkret schreibt Iustin über den Kriegszug des Oroles:

“[...] qui cum Orole rege adversus Bastarnas male pugnassent, ad ultionem segnitiae capturi somnum capita loco pedum ponere iussu regis cogebantur ministeriaque uxoribus, quae ipsis ante fieri solebant, facere. Neque haec ante mutata sunt, quam ignominiam bello acceptam virtute delerent.”

„Als sie unter ihrem König Oroles schlecht gegen die Bastarner gekämpft hatten, wurden sie zur Strafe für ihre Trägheit auf Befehl des Königs dazu gezwungen, beim Schlaf den Kopf dort niederzulegen, wo normalerweise die Füße liegen, und ihren Ehefrauen die Dienste zu erweisen, die vorher üblicherweise ihnen selbst erwiesen wurden. Und das änderte sich nicht eher, als bis sie die Schmach, die sie sich im Krieg zugezogen hatten, durch Tapferkeit getilgt hatten.“

Dem Kontext bei Iustin zufolge muss dieses Ereignis zwischen 183 und 175 v. Chr. stattgefunden haben. Dass hinter der fantasievoll geschilderten Geschichte ein historisch zutreffender Kern stecken könnte, gilt als plausibel. Die Daker (und Geten) scheinen damals westlich der Ostkarpaten gelebt zu haben, die Bastarnen östlich davon, und eine kriegerische Auseinandersetzung zwischen diesen benachbarten Völkern wäre gut denkbar. Zudem nennt ein späteres römisches Militärdiplom einen aus Dakien stammenden Soldaten namens Rolas und deutet damit darauf hin, dass Oroles ein authentischer Name dieser Region sein könnte. Wo sich die Siedlungsgebiete des von Oroles beherrschten Gebietes genau befanden, ist unklar; infrage kämen etwa das östliche Siebenbürgen oder die südliche Moldauregion.